# Disonycha politula
Disonycha politula är en skalbaggsart som beskrevs av Horn 1889. Disonycha politula ingår i släktet Disonycha och familjen bladbaggar. Inga underarter finns listade i Catalogue of Life.